# 신성모
신성모(申性模, 1891년 5월 26일 ~ 1960년 5월 29일)는 대한민국의 독립운동가이자 정치인이다. 1910년 러시아 블라디보스토크로 망명하여 신채호, 안희제 등과 함께 독립운동을 하였고, 신아동제사와 신한청년당의 일원으로 활동하며 1919년 상하이 임시정부가 수립된 뒤에는 임정 군사위원을 지냈다.
1945년 광복 뒤 대한청년단장, 내무부장관, 국방부 장관 등을 역임하였다. 1950년 4월 21일부터 1950년 11월 22일까지는 국무총리 서리를 지냈다.  본관은 고령.

## 생애

### 생애 초기
1891년 경상남도 의령군에서 신재록의 아들로 태어났다. 1907년 보성전문학교 법학과 야간반에 입학하였고, 1910년(융희 4년) 보성법률전문학교를 졸업하였다. 1910년 8월 블라디보스토크로 망명하여 신채호와 고향선배인 안희제의 지도 아래 항일독립운동에 뛰어들었다.

### 독립 운동

#### 망명과 독립 운동

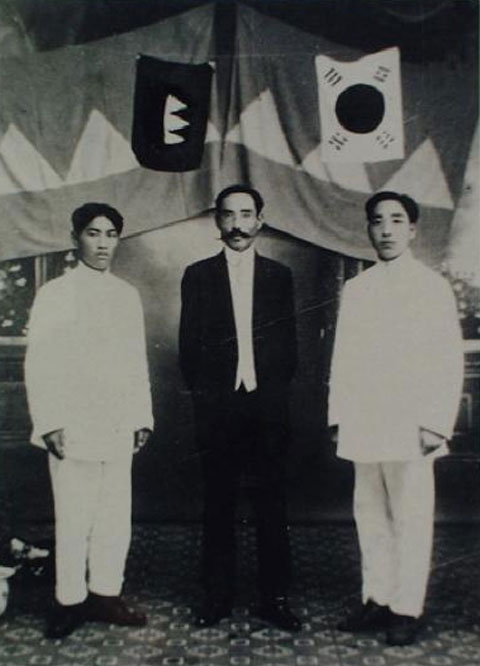
신성모, 신규식, 신건식

1912년 동제사에 가입하고, 동제사에서 신규식 등이 개설한 박달학원에 다니며 수학하였다. 1913년 상하이로 가서 오송상선학교(吳淞商船學校) 항해과에 들어갔다. 오송 상선학교에서 1년간 배운 뒤 학교장의 추천으로 남경해군사관학교에 편입학하였다. 남경해군사관학교를 수료한 뒤, 중국군 해군소위에 임명되어 중국해군본부에서 해군원수 살진빙(薩鎭氷) 사령관의 전속부관장교로 근무하였다.
1915년 오송 등지 군사시설인 무선전신국에서 활동하였고, 신한청년당에 가담하였다. 1919년에 북경에서 김복희와 결혼하고, 대한민국 임시정부 군사위원회에서 일하였다. 같은 해 미국에 있던 이승만이 미국 대통령 우드로 윌슨에게 조선에 대한 미국의 위임통치 청원을 서면 제출한 데 분개하여, 박용만(朴容萬)·신숙(申肅)과 함께 이승만 성토문을 발송하였다. 이후 신채호 등과 함께 임시정부 대통령 이승만을 탄핵하는 운동에 가담하였다.

#### 임정 이탈 이후
1921년 비밀리에 조선으로 들어와 죽마고우인 이우식(李祐植)을 만나 학비 후원자를 소개받기도 했다.
1923년 대한민국 임시정부의 비밀 연락처이던 백산상회에의 독립 자금 전달 사건으로 일본 경찰에 붙잡혀 본국으로 압송되었다. 1925년 석방되자 영국으로 건너가 런던 항해대학에서 수학, 1등 항해사자격을 얻었다. 1927년에는 베를린 대학을 졸업한 이극로와 함께 독일의 라인 지방의 공장도시와 프랑스내 제1차 세계 대전의 격전지 베르덩 요새, 파리 시내 등을 여행하고, 영국 런던으로 가서 1년간 항해대학 기숙사에서 1년간 생활하였다.
1930년부터 유보트가 나타났던 영국 런던과 인도를 왕래하는 정기여객선의 선장이 되었다.
1940년 9월 한국 광복군이 설치되자 대한민국 임시정부에서는 그에게 임정 군사위원직을 특별 임명하였다. 제2차 세계 대전 중에는 귀국을 포기하고 한 인도 상선 회사의 고문으로 취임하여 봄베이에서 체류하다가 1948년 5월 경 그가 생존하고 있다는 사실이 국내에 알려졌다. 1947년 이극로에 의해 경향신문에 항해대왕으로 소개되었다. 1948년 생존 소식이 알려진 뒤 그해 8월초 동아일보에 그의 근황에 대한 기사가 계속 보도되었고, 1948년 5월부터는 그가 해군 책임자가 될 것이라는 소문이 확산되었다. 1948년 11월에야 배편으로 환국하였다.

### 생애 후반

#### 정치 활동
1948년 귀국 직후 1949년 12월 19일 대한청년단 결성때 대한청년단 최고위원에 추대되었다. 이후 대한청년단 단장과 교통부 자문위원 등을 역임하고, 1949년 제2대 내무부 장관을 거쳐 제2대 국방부 장관을 지냈다. 이승만은 영어를 잘 구사하는 사람을 우대하였는데,신성모는 런던 유학으로 영어에 능통했다고 한다.
귀국 즉시 그에게 제독이라는 칭호가 부여된다. 당시 그는 영국 상선의 선장과 인도 상선회사의 고문, 이사 등을 지냈지만 중국에서의 군사 훈련을 받은 점과 중화민국 해군제독 살진빙(薩鎭氷)의 부관으로 있었다는 점, 대한민국 임시정부의 한국 광복군의 군사위원으로 있었다는 점이 경력으로 인정되어 해군 중장의 계급이 부여되었고, 그는 신성모 제독으로 불리게 되었다.
국방부 장관 재직 당시인 1949년 7월 17일 대한청년단 훈련장에서 "국군은 대통령으로부터 명령을 기다리고 있으며, 명령만 있으면 하루 안에 평양이나 원산을 완전히 점령할 수 있다"고 발언했다. 그 발언이 문제가 되자 자신의 발언이 오해되었다고 해명했지만, 그 해 9월초에도 "때 오기만 기다릴 뿐이고 밀고 갈 준비는 이미 됐다"고 주장했다.

#### 한국 전쟁 전후

해군본부에서 3군합동작전협의를 마치고 나란히 선 장경근 국방부 차관, 신성모 국방부 장관, 정일권 소장 (왼쪽부터). 정일권은 육해공군 총사령관 겸 육군참모총장 발령을 받은 얼마후였다.

이범석이 국무총리를 사퇴하고 이윤영이 국무총리 서리 인준부결 되면서 그는 1950년 4월 21일 국무총리 서리에 취임하여 11월 22일까지 근무하였다. 한국전쟁이 발발하고 개전 초기 그는 1950년 6월 27일 새벽 4시에 열린 국무회의에서 국방부장관 신성모는 전황에 대해 아는 바 없다고 발언했다.
그는 임시정부 군사위원회 위원으로 있었지만 이범석, 지청천, 김홍일 등과 달리 직접 군대를 이끌고 전투를 한 실전경험이 없었고, 환국 이전까지 해양선박 관련 업무와 통신관련, 통역관련 일에 종사하였던 까닭인지도 모르겠으나 이승만 정권의 국무위원에 일원으로서 국민의 안전을 돌보아야 될 그의 직분과 완전히 다른 거취를 보인다. 한국 전쟁 발발 당시에는 합참의장을 겸직한다.
1951년에 발생한 거창 양민 학살 사건을 둘러싸고 당시 계엄사령관이던 김종원(金宗元)과 함께 사건을 합리화시키고 있다는 국회의 비난을 받았고, 그런 와중에 세칭 국민방위군사건이 발생하여 국회가 진상조사단을 구성하고 조사한 결과 착복금 중 일부가 이승만 정치자금으로 사용된 것으로 밝혀졌다. 이때 신성모는 이를 무마하려다가 국방부 장관직을 사임하였다. 1951년 제5대 주일본 수석공사로 근무하였다.
이때 그의 일본 공사관 부임을 놓고 내무장관 조병옥, 총리 장면 등이 반대했고, 민주국민당 최고위원 윤보선 역시 국민 방위군사건과 거창 사건을 두고 그의 도덕성을 언급하며 반대하였으나 이승만 대통령은 이들의 반발을 무릎쓰고 신성모의 일본공사직을 관철시켰다.

### 휴전 이후
1956년 11월 28일부터 해양대학장을 역임하다가 병을 얻어 와병하던 중, 1960년 5월 29일에 의령에서 뇌출혈로 죽었다. 경상남도 의령군 용덕면 선영에 묻혔다가 뒤에 국립대전현충원으로 이장되었다. 2009년 한국해양학회에서 해기사 명예의 전당에 헌정하고 흉상을 제막했다.

## 신성모를 연기한 배우들
- 이대로 - 1981년 《제1공화국》 MBC 드라마
- 이진수 - 1985년 《오성장군 김홍일》 KBS 드라마
- 양택조 - 1989년 《제2공화국》 MBC 드라마
- 김영선 - 2003년 《야인시대》 SBS 드라마
- 박용식 - 2006년 《서울 1945》 KBS 드라마

## 같이 보기
- 동제사
- 신한청년당
- 대한민국 임시정부
- 한국해양대학교
- 오송상선학교

## 참고 자료
- 한국역대인물종합정보시스템

| 전임 이윤영 (서리) | 국무총리 서리 1950년 4월 21일 ~ 1950년 11월 22일 | 후임 백낙준 (서리) |

| 전임 윤치영 | 제2대 내무부 장관 1948년 12월 24일 ~ 1949년 3월 20일 | 후임 김효석 |

| 전임 이범석 | 제2대 국방부 장관 1949년 3월 21일 ~ 1951년 5월 5일 | 후임 이기붕 |

| 전임 김용주 | 제5대 주 일본 대한민국 대표부 공사 1951년 6월 ~ 1951년 12월 | 후임 김용식 |

| 전임 이시형(사무취급) | 제8대 한국해양대학 학장 1956년 11월 28일 ~ 1960년 5월 29일 | 후임 송용기(서리) |